# Рейберн Тауншип (округ Армстронг, Пенсільванія)
Рейберн Тауншип (англ. Rayburn Township) — селище (англ. township) в США, в окрузі Армстронг штату Пенсільванія. Населення — 1775 осіб (2020).

## Демографія
Згідно з переписом 2010 року, у селищі мешкало 1907 осіб у 717 домогосподарствах у складі 506 родин. Було 811 помешкання
Расовий склад населення:
| - 97,0 % — білих - 1,5 % — чорних або афроамериканців - 0,1 % — вихідців з тихоокеанських островів - 0,1 % — корінних американців - 0,1 % — азіатів |

До двох чи більше рас належало 0,7 %. Частка іспаномовних становила 0,8 % від усіх жителів.
За віковим діапазоном населення розподілялося таким чином: 18,1 % — особи молодші 18 років, 65,6 % — особи у віці 18—64 років, 16,3 % — особи у віці 65 років та старші. Медіана віку мешканця становила 41,9 року. На 100 осіб жіночої статі у селищі припадало 113,1 чоловіків;  на 100 жінок у віці від 18 років та старших — 118,6 чоловіків також старших 18 років.
Середній дохід на одне домашнє господарство  становив 51 947 доларів США (медіана — 41 563), а середній дохід на одну сім'ю — 56 347 доларів (медіана — 46 129). Медіана доходів становила 40 568 доларів для чоловіків та 31 979 доларів для жінок. За межею бідності перебувало 16,8 % осіб, у тому числі 27,7 % дітей у віці до 18 років та 7,8 % осіб у віці 65 років та старших.
Цивільне працевлаштоване населення становило 657 осіб. Основні галузі зайнятості: освіта, охорона здоров'я та соціальна допомога — 27,5 %, роздрібна торгівля — 17,7 %, виробництво — 14,9 %.